# Samuel Houston
Pour les articles homonymes, voir Houston (homonymie).
Samuel Houston, dit Sam Houston (2 mars 1793-26 juillet 1863), est un homme d'État, homme politique et militaire américain.
Né en Virginie, il est l'une des figures principales de l'histoire du Texas. Il a été successivement président de la république du Texas, sénateur des États-Unis après que le Texas a rejoint l'Union et finalement gouverneur. Bien que propriétaire d'esclaves et opposant à l'abolitionnisme, ses convictions unionistes le poussèrent à refuser de prêter serment de loyauté à la Confédération quand le Texas fit sécession de l'Union, l'amenant à renoncer à son mandat de gouverneur. Pour ne pas avoir à rougir de son appartenance texane, il refusa néanmoins l'offre de l'Union d'un commandement militaire pour abattre la rébellion et se retira à Huntsville au Texas où il mourut avant la fin de la guerre.
Au début de sa vie, il émigra au Tennessee, passa du temps dans la nation Cherokee (dans laquelle il fut adopté et se maria), fit son service militaire lors de la guerre de 1812 et s'impliqua avec succès dans la politique du Tennessee. Jusqu'à aujourd'hui, Houston est la seule personne de l'histoire américaine à avoir été gouverneur dans deux États différents, le Tennessee et le Texas. Un duel avec un membre du Congrès suivi d'un procès le poussa à émigrer au Texas, alors territoire mexicain, où il devint rapidement un chef de file de la révolution texane.
Il fut partisan du rattachement aux États-Unis. La ville de Houston porte son nom depuis cette période. Sa réputation et son nom lui survécurent avec un musée mémorial, une base de l'US Army, le fort Sam Houston, un parc historique, une université, l'université d'État Sam Houston et la plus grande statue dressée à un héros américain.

## Biographie

### Origines
Samuel Houston est né dans le manoir familial de Timber Ridge, dans le comté de Rockbridge, en Virginie, le 2 mars 1793, de Samuel Houston senior et d'Elizabeth Paxton. Ses parents étaient tous deux d'ascendance écossaise et irlandaise ; leurs ancêtres s'étaient installés dans les colonies britanniques d'Amérique dans les années 1730. L'arrière-grand-père en lignée patrilinéaire était Sire John Houston of Houston, 4e baronnet de Nouvelle-Écosse.
Le 5e baronnet Houston de Nouvelle-Écosse, sire Patrick Houston, chef du clan Houston, né dans le Lanarkshire, dans les Lowlands en Écosse, créa un domaine en Géorgie et décéda à Savannah. Sire George Houstoun, son fils, et frère cadet du 6e baronnet, sire Patrick Houston, naquit à Savannah, en Géorgie. Après ses études à Glasgow, revint en Géorgie où il agrandit considérablement les domaines coloniaux de la famille, avec son frère. La plantation était réputée exploiter plus de huit mille esclaves d'origine africaine quand les treize colonies américaines se séparèrent de la Grande-Bretagne et déclarèrent leur indépendance. Pendant la guerre d'indépendance américaine, le père de Samuel Houston, Samuel  Houston senior, servit comme capitaine et trésorier dans la brigade de fusiliers de Morgan. Il servit dans la milice virginienne, ce qui l'obligea à subvenir à ses propres besoins et à s'éloigner de sa famille pendant de longues périodes. Les Huston renoncèrent lors de l'indépendance à leurs titres écossais au profit de leur richesse américaine, bien que la plantation et les finances de la famille pâtirent des coûts de la guerre d'indépendance.

### Jeunesse
Samuel Houston hérita de la vaste plantation et du manoir de Timber Ridge, dans le Comté de Rockbridge, en Virginie.
Son père, Samuel Sr., avait pour projet de vendre Timber Ridge et de déménager vers l'ouest, dans le Tennessee, où les terres étaient moins chères, mais il mourut en 1806. Elizabeth, sa mère, mit ce projet à exécution et installa la famille près de Maryville, dans le Tennessee, chef-lieu du comté de Blount. À cette époque, le Tennessee se trouvait à la frontière américaine. Même de grandes villes telles que Nashville redoutaient des raids des Amérindiens. Il avait des dizaines de cousins qui vivaient dans les environs, dans le centre-est du Tennessee. À leur arrivée, Elizabeth défricha la parcelle, bâtit une maison et sema des cultures. Ses enfants aînés, Paxton, Isabella et Robert, moururent quelques années après leur arrivée au Tennessee. Elizabeth comptait sur James et John pour gérer le magasin de Maryville, exploiter la ferme et surveiller les plus jeunes enfants. Samuel Houston était cependant d'un naturel insouciant et aimait partir explorer la frontière. Il était en désaccord avec les concepts d'enfer et de damnation prônés par sa mère, presbytérienne, et l'école ne l'intéressait pas. Il préférait davantage la bibliothèque de son père, et lire des œuvres d'auteurs classiques tels que Virgile, ainsi que des œuvres plus contemporaines d'auteurs tels que Jedidiah Morse. Dès l'âge de 16 ans, il s'enfuit de sa famille et de sa maison pour vivre avec une tribu cherokee, dirigée par le chef John Jolly (en cherokee Ahuludegi, ou Oolooteka) sur l'île Hiwassee. Il noua une relation étroite avec Jolly et apprit la langue Cherokee, et se fit appeler le Corbeau. (en anglais Raven). Il quitta la tribu pour retourner à Maryville en 1812 où il est embauché à 19 ans comme maître d'école dans une école à classe unique. Il a fréquenté la Porter Academy, où il a eu comme enseignant le révérend Isaac L. Anderson, fondateur du Maryville College.

### Vie au Texas

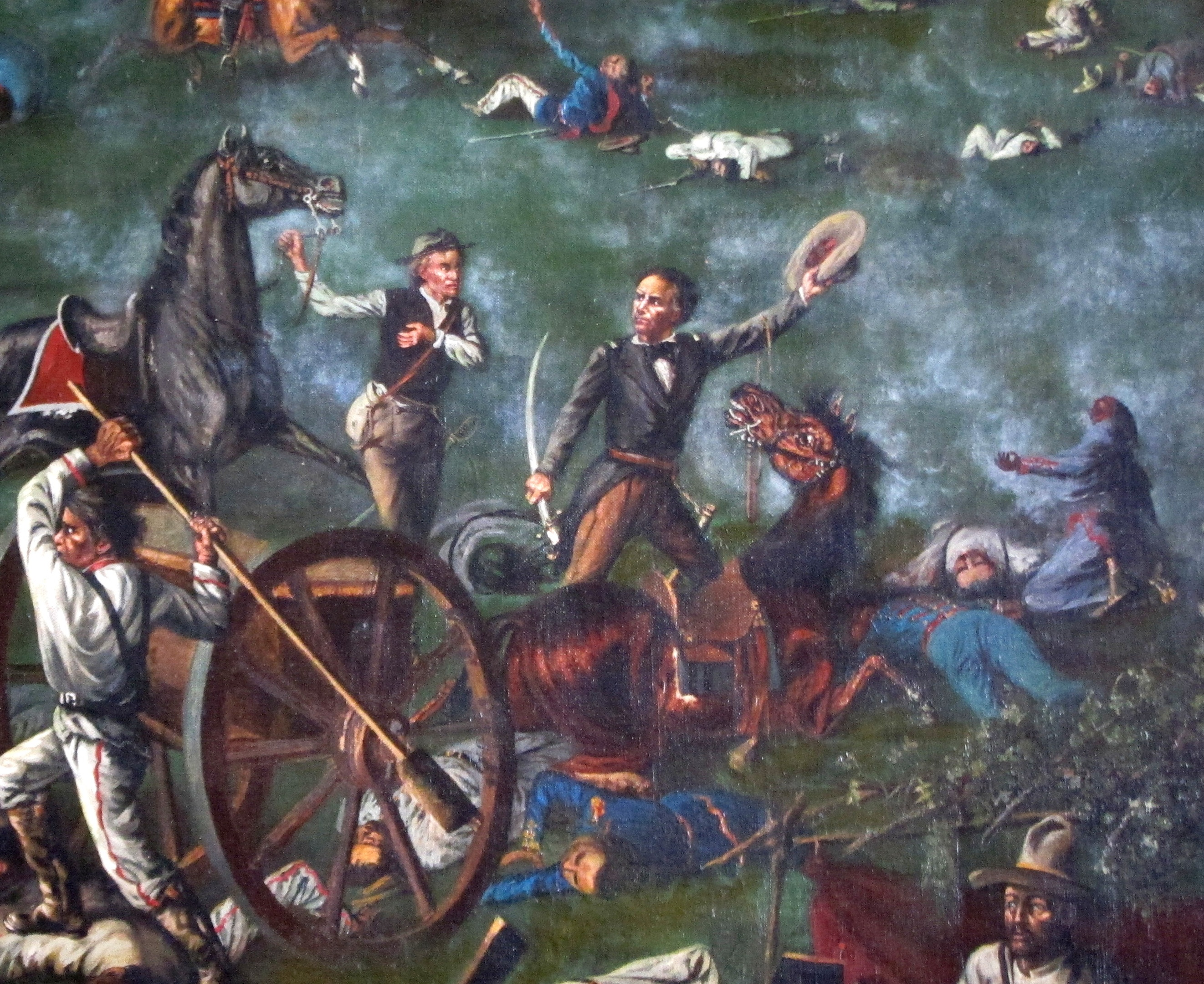
Houston à la bataille de San Jacinto. (Henry Arthur McArdle, 1898, Capitole de l'État du Texas).

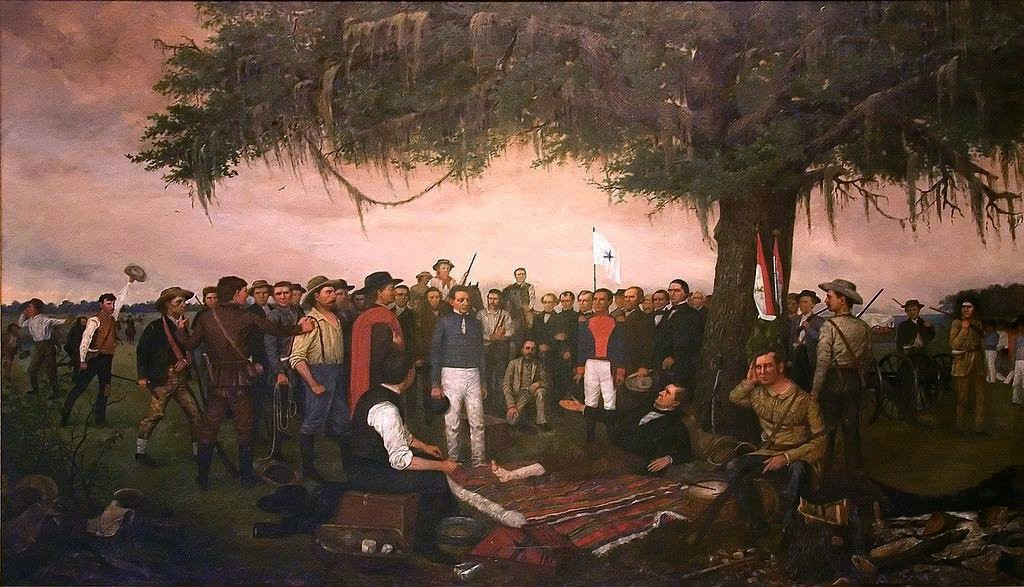
La reddition de Santa Anna, montre le général mexicain Santa Anna se rendant à Sam Houston, blessé. (William Henry Huddle, 1886, Capitole de l'État du Texas).

Sam Houston quitta sa femme Diana Rodgers pour s'installer au Texas mexicain en décembre 1832. Il participa à la Convention de 1833 en tant que représentant de Nacogdoches et soutint William H. Wharton (en) et son frère, deux partisans radicaux de l'indépendance du Texas vis-à-vis du Mexique. Il prit également part à la Consultation de 1835 et fut nommé général puis commandant de l'armée texane pendant la guerre d'indépendance du Texas. Après la déclaration d'indépendance du 2 mars 1836, il rejoignit son armée de volontaires à Gonzales, mais dut battre en retraite devant les troupes du général et dictateur mexicain Antonio López de Santa Anna, qui massacra les défenseurs du fort Alamo à San Antonio le 6 mars 1836. Cependant, il remporta la bataille de San Jacinto le 21 avril 1836, au cours de laquelle Santa Anna fut capturé. Sam Houston assista aux négociations avant de retourner aux États-Unis pour se soigner.
Profitant de sa popularité, Sam Houston fut élu deux fois président de la république du Texas du 22 octobre 1836 au 10 décembre 1838, puis du 12 décembre 1841 au 9 décembre 1844. Le 20 décembre 1837, il présida la convention des francs-maçons qui fonda la Grande Loge de la république du Texas.
Il fit échouer la rébellion de Cordova (en) en 1838. Au cours de son second mandat, il chercha à faire la paix avec les Amérindiens et à éviter la guerre avec le Mexique après les deux invasions de 1842. En août 1836 les frères J.K. Allen et A.C. Allen (en) baptisèrent leur nouvelle colonie du nom de Houston. La ville fut la capitale du Texas jusqu'à ce que le président Mirabeau Bonaparte Lamar la fasse déménager à Austin le 14 janvier 1839. Entre ses deux mandats de président, Sam Houston fut député à la chambre des représentants du Texas pour San Augustine. Il critiqua beaucoup Mirabeau B. Lamar et milita pour préserver l'indépendance du Texas et son extension vers l'ouest.

### Sénateur
Après l'annexion du Texas par les États-Unis en 1845, il fut élu au Sénat des États-Unis avec Thomas Jefferson Rusk. Houston occupa ce poste du février 1846 jusqu'au 4 mars 1859. Il fut sénateur durant la guerre américano-mexicaine, lorsque les États-Unis acquirent du Mexique un vaste territoire dans le Sud-Ouest.

### Dernières années

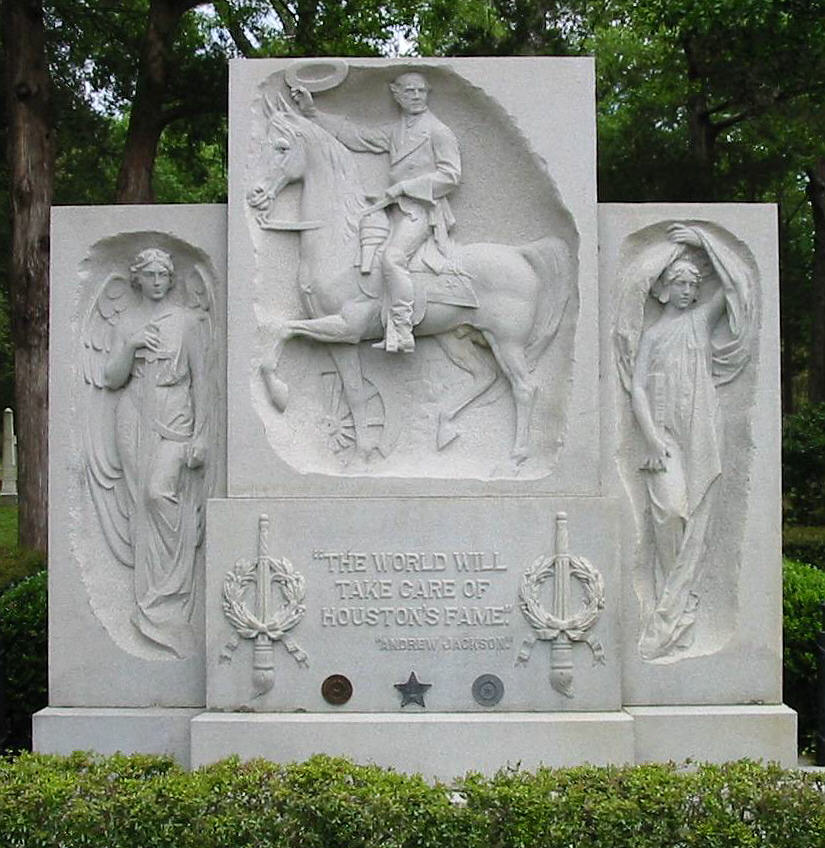
La sépulture de Samuel Houston à Huntsville au Texas.

Sam Houston meurt le 26 juillet 1863 dans la Steamboat House.

## Vie personnelle
En 1854, il devient chrétien baptiste et est baptisé par Rufus C. Burleson, président de l'Université Baylor .

## Monuments et musées
Plusieurs monuments, musées, bâtiments ou autres porte le nom de Sam Houston :

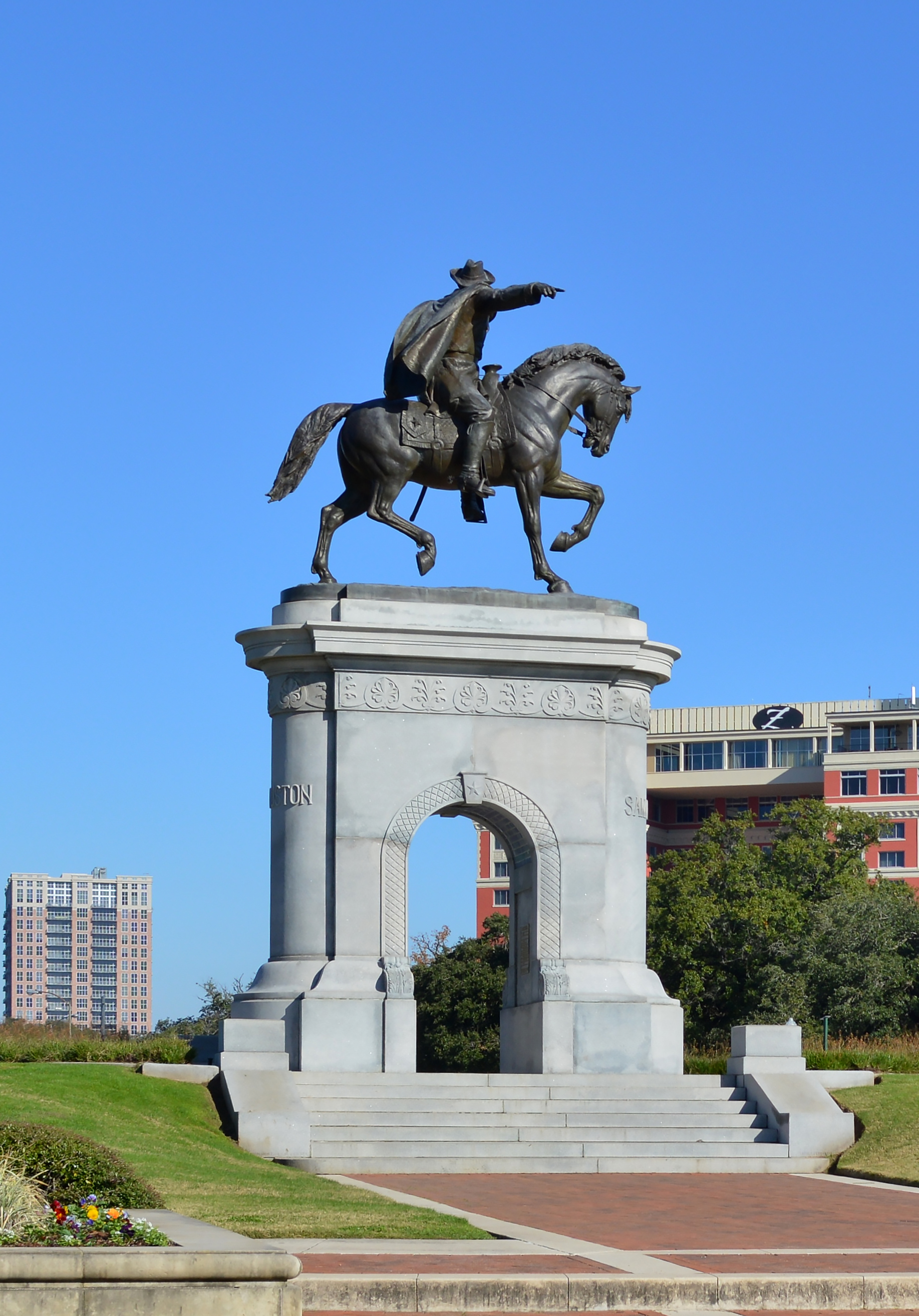
Le Sam Houston Monument.

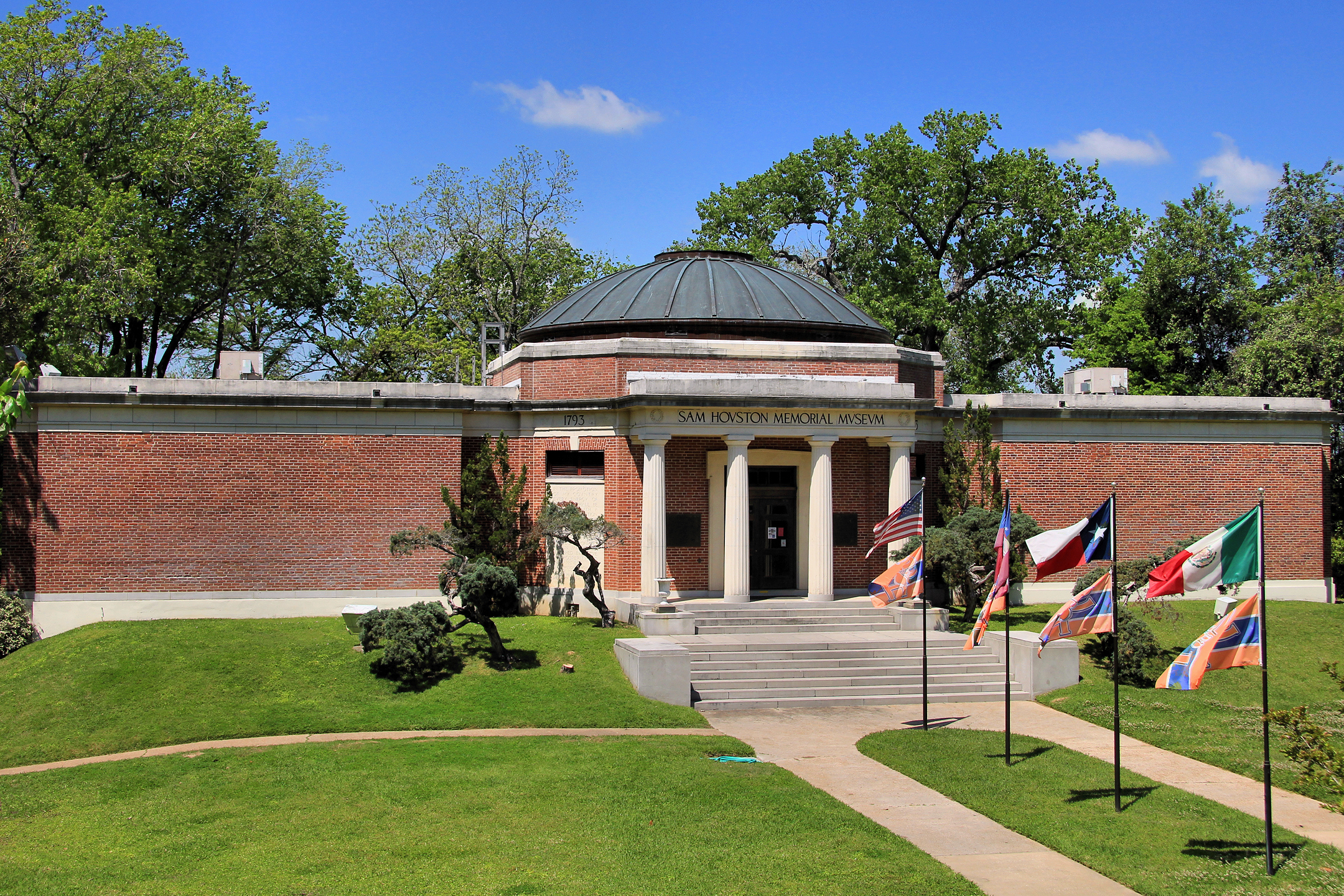
Le Sam Houston Memorial Museum.

- Huntsville au Texas est l'endroit où se situe le Sam Houston Memorial Museum, la statue d'une vingtaine de mètres de haut, l'université d'État Sam Houston et sa tombe. La statue (la plus grande pour un héros américain et très visible lorsque l'on circule sur l'Interstate 45) est le titre et le sujet d'une chanson country de Merle Haggard. À Hunstville se trouve aussi sa maison, la Sam Houston House, où il a résidé de 1847 à 1859.
- Un bronze équestre de Sam Houston dans Hermann Park à Houston au Texas.
- La Sam Houston Wayside près de Lexington en Virginie est un monument en granite rose du Texas de plus de 18 tonnes qui rappelle son lieu de naissance.
- La  Sam Houston Schoolhouse à Maryville, au Tennessee, la plus ancienne école de cet état. Elle comprend un musée.
- USS Sam Houston (SSBN-609), un sous-marin de l'US Navy (classe Ethan Allen).
- La forêt nationale Sam Houston, une des quatre forêts nationales du Texas[8].
- Le Sam Houston Regional Library and Research Center, situé aux abords de la ville de Liberty au Texas a la plus grande collection de photographies et d'illustrations d'Houston.
- Le fort Sam Houston de l'US Army à San Antonio.
- La Sam Houston Tollway, troisième boucle autoroutière ceinturant Houston.

## Descendance
1. Sam Houston, Jr., 1843-1894
2. Nancy Elizabeth, 1846-1920
3. Margaret Lea, 1848-1906
4. Mary William, 1850-1931
5. Antionette Power, 1852-1932
6. Andrew Jackson Houston (en), 1854-1941
7. William Rogers Houston, 1858-1880s?
8. Temple Lea Houston (en), 1860-1905